# Grove Hill (Alabama)
Grove Hill ist eine Stadt mit dem Status „Town“ und Verwaltungssitz (County Seat) des Clarke County im US-Bundesstaat Alabama mit 1818 Einwohnern (Stand: Volkszählung 2020).

## Geographie
Die Stadt liegt etwa 120 Kilometer östlich von Laurel (Mississippi) und 160 Kilometer südwestlich von Montgomery, der Hauptstadt von Alabama. Die Verbindungsstraßen U.S. Highway 43 und U.S. Highway 84 kreuzen sich in Grove Hill.

## Geschichte
Ursprünglich lebten in der Gegend des heutigen Stadtgebietes die Choctaw, wobei auch die Creek Ansprüche auf das Areal erhoben. Erste weiße Siedler ließen sich Anfang des 19. Jahrhunderts nieder und betrieben die Landwirtschaft. Während des Creek-Kriegs von 1813/14 wurde das nahegelegene Fort Sinquefield angegriffen, in das viele Weiße nach dem Massaker von Fort Sims geflohen waren. Zwar überstand das Fort die Attacke, wurde aber bald zugunsten von Fort Madison aufgegeben. Als Grove Hill 1832 zum Verwaltungssitz des Clarke County ernannt wurde, weil es zentraler lag als Clarkesville, erlebte er einen beträchtlichen Aufschwung. Eine erste Schule entstand 1846. Im späten 19. Jahrhundert siedelten sich viele Betriebe der Forst- und Holzwirtschaft (u. a. Sägewerke und Papiermühlen) an, die zum wichtigsten Wirtschaftszweig wurden und es bis heute sind. Der Name des Ortes wurde wahrscheinlich aufgrund der Lage an einem Eichen-Hain (englisch: grove) auf einem Hügel (englisch: hill) gewählt. Heute sind viele der Einwohner im 1949 erbauten Grove Hill Memorial Hospital beschäftigt.

## Demografische Daten
Im Jahr 2013 wurde eine Einwohnerzahl von 1527 Personen ermittelt. Das Durchschnittsalter lag zu diesem Zeitpunkt mit 36,7 Jahren knapp unterhalb des Wertes von Alabama, der 38,3 Jahre betrug. 41,1 % der Einwohner sind Afroamerikaner.

## Kultur und Sehenswürdigkeiten
Folgende historisch wertvolle Gebäude und Plätze sind in der Liste der Einträge im National Register of Historic Places („Nationales Verzeichnis historischer Orte“; NRHP) im Clarke County des National Park Service aufgeführt: Alston-Cobb House, Bush House, John A. Coate House, Cobb House, Dickinson House, Fort Sinquefield sowie der Grove Hill Courthouse Square Historic District. Knapp 5 Kilometer außerhalb der Stadt liegt als weiteres historisches Bauwerk die Jesse Pickens Pugh Farmstead. Im Alston-Cobb House ist das Clarke County Historical Museum beheimatet.

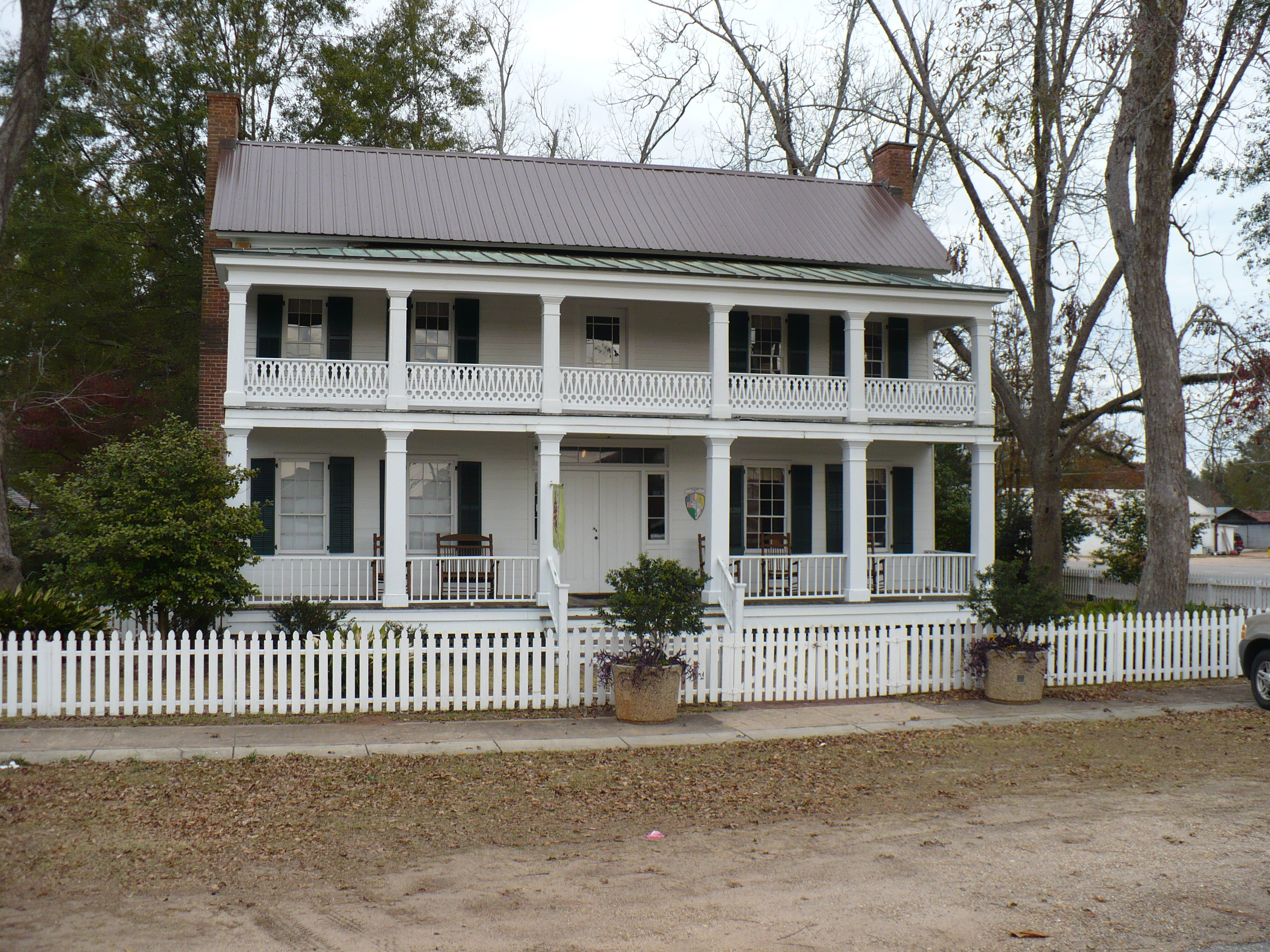
Alston-Cobb House
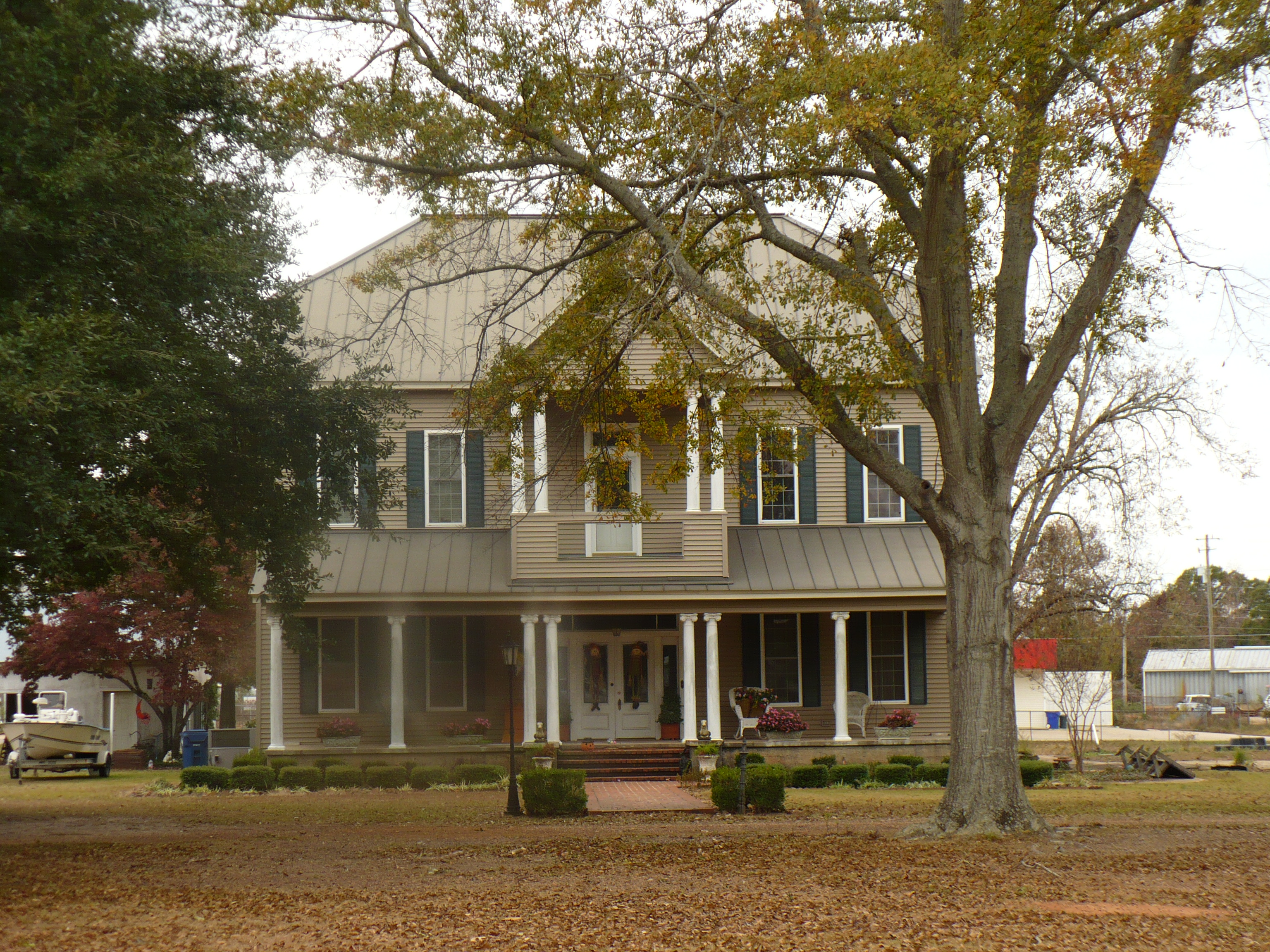
Bush House
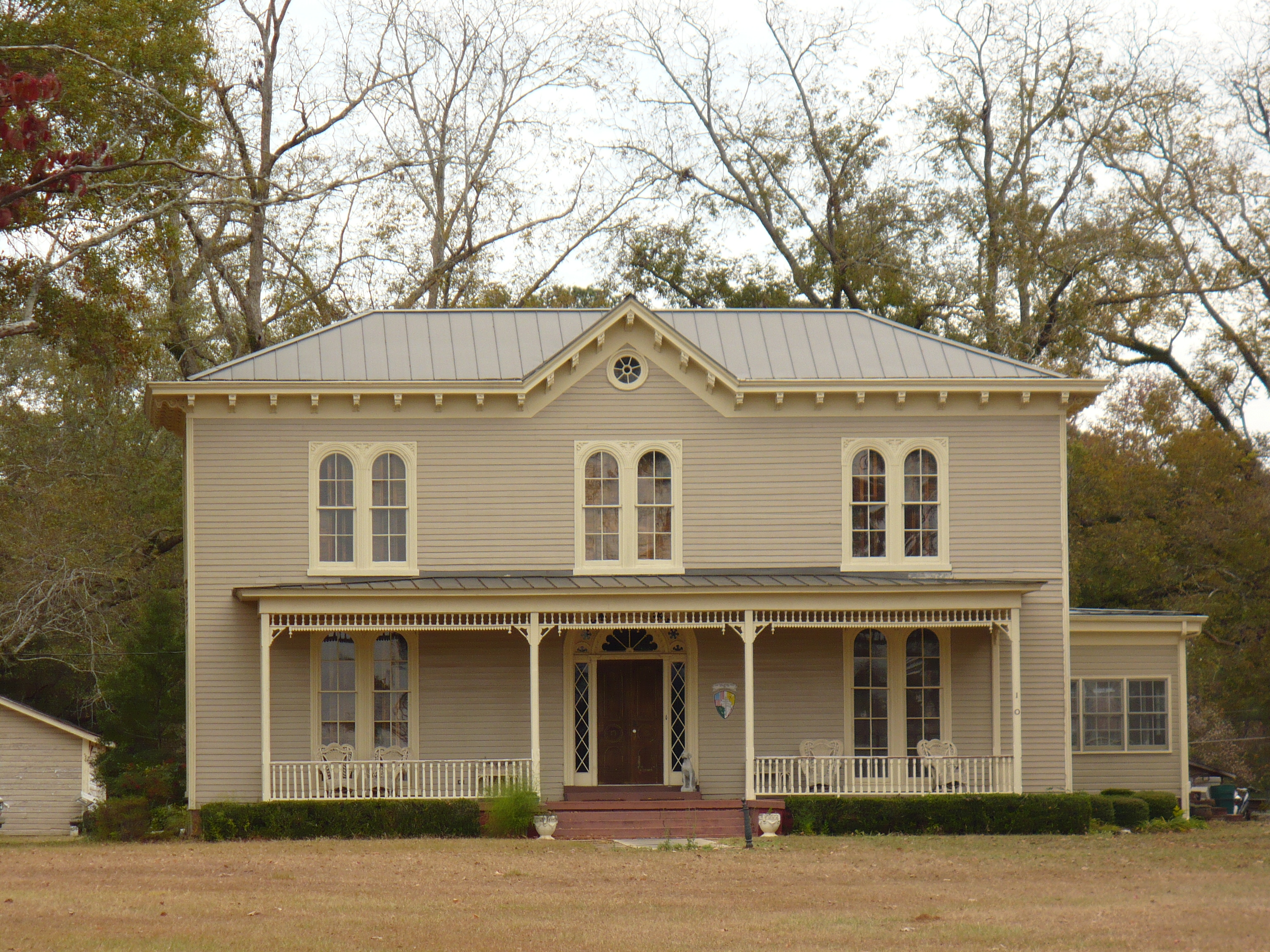
Dickinson House

## Söhne und Töchter der Stadt
- John W. Cranford (1862–1899), Politiker
- F. David Mathews (* 1935), Politiker